# سپاه ۳۸ (ورماخت)
سپاه ۳۸ (به آلمانی: XXXVIII. Armeekorps) یکی از سپاه‌های نیروی زمینی آلمان در دوره رایش سوم بود که در جنگ جهانی دوم به عملیات پرداخت.

## تشکیل
سپاه ۳۸ روز ۲۷ ژانویه سال ۱۹۴۰ در منطقه نظامی شماره ۲ در اشتتین تشکیل شد. هنگام بسیج آن در ماه ژوئن، از عنوان پوششی "ستاد احداث استحکامات ۳۸" استفاده گردید.

## تاریخچه عملیاتی

### فرانسه
سپاه ۳۸ به عنوان بخشی از ارتش چهارم ماه ژوئن سال ۱۹۴۰ در نبردهای جبهه غربی در طول رودهای سوم و لوآر، مشارکت نمود. این سپاه ماه بعد را تحت امر ارتش دوم در ناحیه اورلئان گذراند.

### شوروی
با جریان عملیات بارباروسا سپاه ۳۸ به عنوان بخشی از گروه ارتش شمال، روز ۱۰ اوت سال ۱۹۴۱ در کنار سپاه ۴۱ موتوریزه، پس از سه روز مبارزه شدید با نفوذ در دفاع نیروهای دشمن گذرگاهی بر رود لوگا را به تصاحب درآورد. این سپاه با روی آوردن به غرب، به سمت کینگیسپ یورش برد و با تصرف آن ارتش هشتم شوروی را وادار به عقب‌نشینی از ناروا به لوگا کرد.